# Зикан, Зденек
Зденек Зикан (10 ноября 1937 года — 14 февраля 2013 года) — чехословацкий футболист, нападающий. Участник чемпионата мира по футболу 1958 года.

## Карьера
Зденек Зиман играл за клубы Моторлет, Спартак Соколово Прага, Дукла Прага, Дукла Пардубице. Большую часть карьеры нападающий провёл в клубе Градец-Кралове, с которым он принял участие в Кубке Европейских Чемпионов 1960/1961. В четвертьфинале турнира нападающий забил во ворота Барселоны. Матч закончился со счётом 1-1, по сумме двух матчей дальше прошла Барселона.

## Сборная Чехословакии
Зденек Зикан дебютировал в составе сборной Чехословакии в матче против ФРГ 2 апреля 1958 года. Матч закончился со счётом 3-2, один из мячей забил Зикан. На чемпионате мира по футболу 1958 нападающий сыграл три матча из четырёх и забил четыре мяча.
Сборная Чехословакии проиграла в дополнительном матче со счётом 1-2 Северной Ирландии и не вышла из группы.